# خواجه مؤنث
خواجه مونث (۱۹۷۰)، عنوان کتابی از ژرماین گریر است که به عنوان یکی از مهم‌ترین متون در جنبش فمینیسم و کتابی پرفروش‌تر در سطح بین‌المللی است و به ۱۱ زبان ترجمه شده است. ژرماین گریر با این کتاب در زادگاه خویش استرالیا و همچنین بریتانیا و کانادا و ایالت متحده به شهرت رسید.

## توضیح
این کتاب یک تحلیل فمینیستی اساس تحقیقات پلمیک و علمی است. این کتاب منشا کلیدی جنبش فمینیست در سال ۱۹۷۰ به شمار می‌رفت، به شکل گسترده‌ای از جانب فمینیستها و دیگر مکاتب مورد نقد و تحلیل گرفت. در بخش‌های «تن»، «روح»، «عشق» و «تنفر» گریر تعریف زنان از "خویشتن" را ارائه می‌دهد و از پیش فرض‌هایی همچون محدودیت‌های اعمال شده بر جوامع مصرف کننده مدرن، نرمالیته زن، و از فرم کلیشه‌های مردانه، «جهان روح خویش را از دست داد، و من جنسیتم را» استفاده می‌کند. در مقابل آثار فمینیستهای پیشین، گریر از شوخ طبعی، جسارت، زبان گستاخانه برای شرح مستقیم و بی پرده جنسیت زن استفاده می‌کند. بسیاری از این سوژه‌ها در جوامع انگلیسی زبان ناگفته باقی‌مانده بودند. ریچارد وبستر می نوسید هتک حرمت کوبنده افرادی چون فروید و دیگر روانشناسان توسط گریر، از کتاب جنس دوم سیمون دوبوار الهام گرفته شده‌است. این اثر بین آکادمی و هنرهای معاصر پلی می‌زند و از این طریق بخش نهایی کتاب - انقلاب - رقم می‌خورد. این بخش با جنبش انقلابی و خلاقانه آن دوره هماهنگ و مرتبط است.
گریر اظهار می‌دارد که مردان از زنان بیزارند، گرچه زنان از این موضوع آگاه نیستند و یاد گرفته‌اند از خودشان متنفر باشند.
گریر فقدان آزادی زنان را به «مرگ نابهنگام کمونیسم» ارجاع می‌دهد که جهان ناگهان به جامعه مصرف کننده غربی بدل می‌شود که در آن حمایت کمی از مادران و معلولین می‌شود و گاهی هیچ حمایتی نمی‌شود، و هیچ آزادی بیانی در کار نیست:
«آزادی‌ای که من ۲۰ سال پیش خواستار آن بودم آزادی زیستن به عنوان فردی با عزت، صداقت، شرافت، اشتیاق و غرور بود که ذات شخص را تشکیل می‌دهد. آزادی دویدن، فریاد زدن، بلند صحبت کردن و با پاهای بازنشستن. آزادی شناختن و عاشق زمین و هر آنچه که روی آن شنا می‌کند، می‌خزد... بودن. اکثر زنان جهان هنوز می‌ترسند، هنوز گرسنه‌اند، هنوز خاموشند و از جانب دین اسیر انواع نقابها و بندها، تحقیرها و ستم‌ها هستند.»
خواجه مونث غرفه‌های کتاب لندن را در سال ۱۹۷۰ از آن خود کرد. در مارس ۱۹۷۱ تقریباً چاپ دومش را نیز به فروش رسانید و به ۱۱ زبان ترجمه شد.
خواجه مونث نشان می‌دهد که مفاهیم "سنتی" حومه شهر زندگی کردن، مصرف کننده بودن، هسته خانواده بودن، از نظر جنسی زنان را سرکوب می‌کند و این امر آن‌ها را ضعیف می‌کند و آن‌ها را به قولی خواجه می‌کند. لائورا میلر می‌نویسد این اثر «متغیر، پرشور و پراکنده است، و به اندازه کافی منسجم نیست که بتوان آنرا به عنوان مانیفست تلقی کرد.» «این اثر پراکنده، ضربه‌ای و به شدت بیتکلف است — که البته باید گفت محصول ناب زمان خودش است.»